# メナカ
メナカ（フランス語: Ménaka）はマリ共和国の町・コミューンである。メナカ州の州都である。2009年時点のメナカ・コミューンの面積は20,960平方キロメートル、人口は22,659人。

## 交通

### 空港
- メナカ空港（英語版）